# アニメインターナショナルカンパニー
株式会社アニメインターナショナルカンパニー（英: Anime International Co., Inc.、通称:AIC）は、日本の企業。かつてはアニメ制作会社として活動していたが、2016年以降は実制作より撤退し、過去の制作コンテンツの版権管理を主な業務としている。

## 沿革

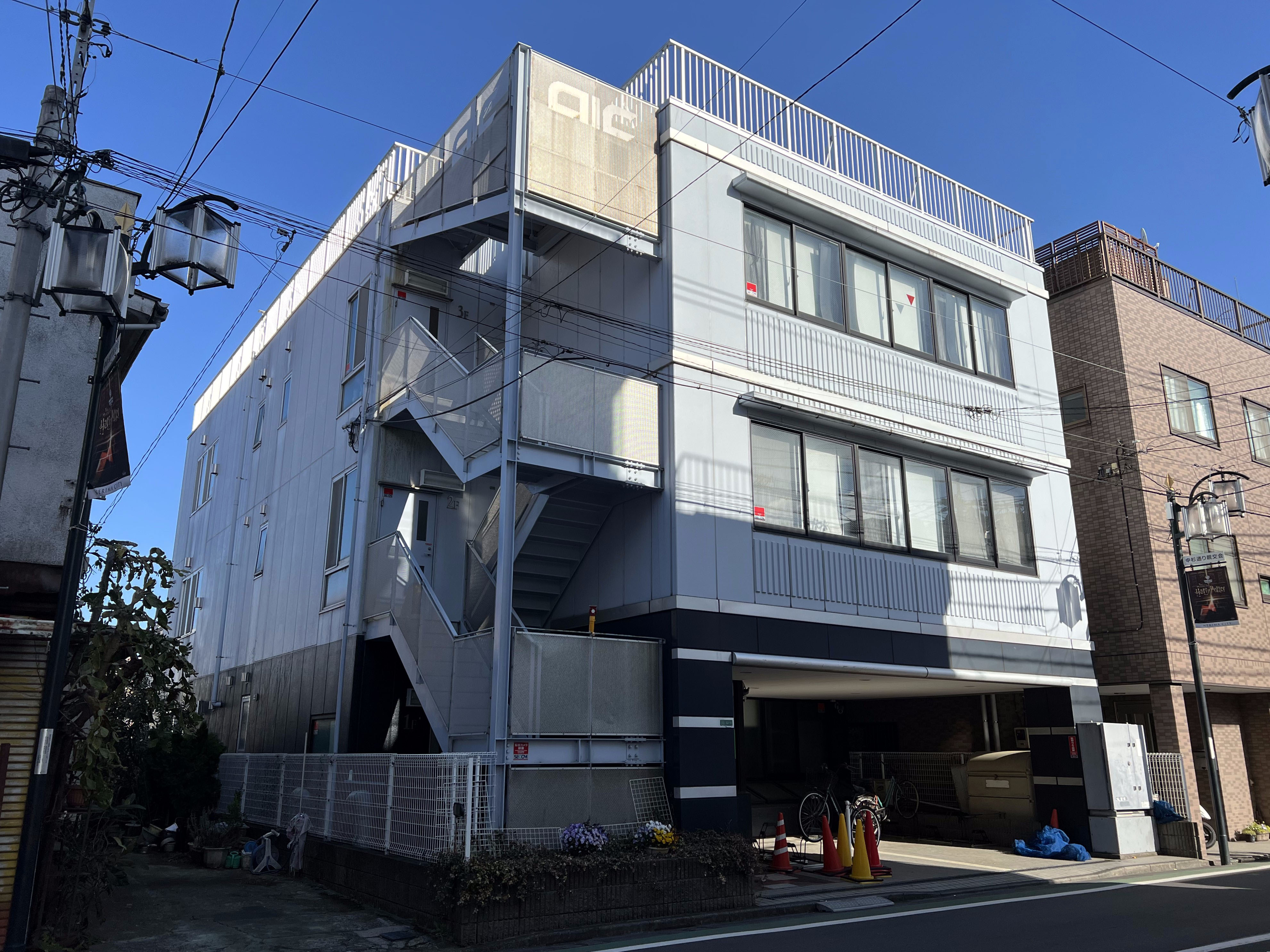
かつて入居していた本社ビル

1980年のリメイク版『鉄腕アトム』のグロス請けを機に設立されたスタジオ「ドゥ・ビー」を母体として、1982年7月15日に設立。初代代表取締役社長は旧虫プロダクション出身の演出・プロデューサーである野村和史。野村の独立・A.P.P.P設立後の1985年5月、AIC設立に参加したイージー・ワールド・プロ出身の三浦亨が代表取締役社長に就任する。
1980年代後期のOVAブームに乗り、『戦え!!イクサー1』や『破邪大星ダンガイオー』など、平野俊弘による（美少女アニメの要素を多分に含んだ）ロボットアニメを多数発売したことで、注目を浴びる。1995年にはビデオメーカーのパイオニアLDC製作による『天地無用!魎皇鬼』の元請制作を受託し、テレビシリーズに本格進出。1990年代後半には出版部門を立ち上げ、アニメ情報とコミックで構成された季刊誌『AICコミックLOVE』を出版（1999年春号から2001年冬号までの8号を刊行し休刊）。さらにはゲームソフト開発にも進出し、事業を拡大した。『AICコミックLOVE』に紹介されていたことだが、一時期、研究開発中として2次元CGだけでなく3次元CGの技術開発をしていた時期があった。
2003年、制作体制を本社であるAICデジタル（エーアイシーデジタル）、AICスピリッツ（エーアイシースピリッツ）、AIC A.S.T.A.（エーアイシーアスタ、現：AIC ASTA）の3系統に再編。その後は作品制作を各スタジオが請け負い、デジタルは『ああっ女神さまっ』シリーズやゴンゾとの共同制作、スピリッツは『天地無用!』シリーズや『神秘の世界エルハザード』シリーズなどAICが過去に制作した作品を中心とした制作やそれに準じた新規制作、A.S.T.A.（ASTA）は外部スタッフを起用しての新規制作を行う。
2006年、兵庫県宝塚市のアニメ産業拠点構想に応じてAIC宝塚（エーアイシーたからづか）を設立。西東京市のAIC PLUS+（エーアイシープラス）と合わせて5系統の制作体制で、元請制作やグロス請けを行う。
2007年、AIC ASTAが制作したテレビアニメ『バンブーブレード』の予算表などがWinnyを通じてインターネット上へ流出する事件が発生。同年10月8日、AIC公式サイトへ三浦の名前によるお詫び文を発表した。2008年、新会社「株式会社アニメインターナショナルカンパニー」を分割設立した。
2009年以降、5系統の制作体制を跨いで制作する作品があるため、その場合はスタジオ名義ではなく「AIC」と統一した名義で発表される作品もある。2010年、AIC Build（エーアイシービルド）、AIC Classic（エーアイシークラシック）を立ち上げ、7系統の制作体制となる。
同年9月、パチスロ機器メーカーのオーイズミが全株式を買収し、同社の完全子会社となった。次いで2011年3月、携帯電話のプラットフォーム制作会社であるアプリックスがAICの自己株式を除く全株式を取得し、同社の子会社となった。
2012年6月、元フレックスコミックスの高倉誠司をプロデューサーに起用し、日本国外での展開を視野に入れた作品の制作を開始した。同月頃にはAICフロンティアを立ち上げ、8系統の制作体制となる。2012年9月には、香港で開催した「100 Years Before the Birth of Doraemon」（ドラえもん100展）を共同開催、同展覧会はその後アジア各地を巡展。
2013年2月、AICスピリッツの制作プロデューサーらが独立しプロダクションアイムズを設立。これにより『そらのおとしもの』など一部作品の制作が同社へ移行。また、同年5月にはAIC Classicの制作プロデューサーが独立し、AIC出身のあおきえいと共にTROYCAを設立。
同年8月、アプリックスIPホールディングスが、企画開始から3か月でテレビアニメシリーズの放映を行う体制を構築したと発表した。
2014年1月20日、アプリックスIPホールディングスがAICの全株式を三浦へ8000円（1株あたり1円）で譲渡。AICの2012年12月期決算では3期連続の赤字を計上し、約6.6億円の債務超過となっていた。
2015年11月、大村安孝が代表取締役となる。同年12月、同社が保有しているIP（知的財産権）の大半を新規に設立した分割会社AICライツへ承継。
2016年、制作部門を事実上解体しアニメーション実制作より撤退した。
2019年12月、大村が代表取締役を退任し2020年1月、三浦が代表取締役に再び就任。

## 作品履歴

### テレビアニメ
| 開始年 | 放送期間         | タイトル                                                         | 制作スタジオ    | 監督                      | アニメーション プロデューサー              | 備考                                               |
| ------ | ---------------- | ---------------------------------------------------------------- | --------------- | ------------------------- | ------------------------------------------ | -------------------------------------------------- |
| 1987年 | 10月 - 12月      | くりいむレモン レモンエンジェル                                  | AIC             | N/A                       | N/A                                        |                                                    |
| 1988年 | 2月 - 3月        | ミッドナイトアニメ くりいむレモン レモンエンジェル               | AIC             | N/A                       | N/A                                        |                                                    |
| 1988年 | 7月 - 9月        | ミッドナイトアニメ Lemon Angel                                   | AIC             | N/A                       | N/A                                        |                                                    |
| 1995年 | 4月 - 9月        | 天地無用!                                                        | AIC             | ねぎしひろし              | 長谷川康雄 青木健 井上博明 隈部昌二        |                                                    |
| 1995年 | 10月 - 1996年3月 | 神秘の世界エルハザード                                           | AIC             | 秋山勝仁                  | 渡辺欽哉 東道泰 井上博明                   | 制作協力：E&Gフィルム、ONIRO                       |
| 1996年 | 10月 - 1997年3月 | 魔法少女プリティサミー                                           | AIC             | 秋山勝仁                  | 渡辺欽哉 関裕幸 井上博明                   |                                                    |
| 1997年 | 4月 - 9月        | 新・天地無用!                                                    | AIC             | 高本宣弘                  | 長谷川康雄 井上博明 青木健                 |                                                    |
| 1997年 | 10月 - 1998年3月 | バトルアスリーテス大運動会                                       | AIC             | 秋山勝仁                  | 波辺欽哉 池田陽一 久保田光俊 井上博明      |                                                    |
| 1997年 | 10月 - 1998年3月 | 吸血姫美夕                                                       | AIC             | 平野俊貴                  | 渡辺欽哉 川人憲治郎                        |                                                    |
| 1998年 | 1月 - 3月        | 異次元の世界エルハザード                                         | AIC             | 菊地康仁                  | 宮下研史                                   | 制作協力：APPP、オニロ                             |
| 1998年 | 4月 - 9月        | ロードス島戦記-英雄騎士伝-                                       | AIC             | 高本宣弘                  | 森丘祐史 長谷川康雄                        |                                                    |
| 1998年 | 7月 - 9月        | Night Walker -真夜中の探偵-                                      | AIC             | 香川豊 沙々野紀世利       | 佐藤郁夫                                   | 制作協力：スタジオガゼル                           |
| 1998年 | 10月 - 1999年3月 | バブルガムクライシス TOKYO 2040                                  | AIC             | 林宏樹                    | 井上博明                                   |                                                    |
| 1999年 | 4月 - 6月        | A.D.POLICE                                                       | AIC             | うえだひでひと            | 井上博明 永井理                            |                                                    |
| 1999年 | 4月 - 7月        | デュアル!ぱられルンルン物語                                      | AIC             | 高本宣弘                  | 渡辺欽哉 井上博明 久保田光俊               | 制作協力：シャフト（第1 - 13話）                   |
| 1999年 | 7月 - 10月       | 課長王子                                                         | AIC             | 菊地康仁                  | 井上博明 渡辺欽哉                          | 共同制作：A.P.P.P.                                 |
| 1999年 | 10月 - 2000年1月 | 今、そこにいる僕                                                 | AIC             | 大地丙太郎                | 福良啓 松嵜義之                            |                                                    |
| 1999年 | 10月 - 2000年3月 | Blue Gender                                                      | AIC             | 阿部雅司                  | 長谷川康雄 井上博明                        |                                                    |
| 1999年 | 10月 - 2000年3月 | トラブルチョコレート                                             | AIC             | 冨永恒雄                  | 岩本太郎 小鷹正敏 近藤光 隈部昌一 原田俊介 |                                                    |
| 2001年 | 4月 - 7月        | 破邪巨星Gダンガイオー                                            | AIC             | 平野俊貴                  | 渡辺欽哉 松嵜義之                          |                                                    |
| 2002年 | 4月 - 9月        | 天地無用! GXP                                                    | AIC             | ワタナベシンイチ          | 渡辺欽哉 東道泰                            | 制作協力：ビースタック                             |
| 2002年 | 9月 - 2003年3月  | ぷちぷり*ユーシィ                                                | AIC             | 大塚雅彦                  | 佐藤裕紀 福家日左夫                        | 共同制作：GAINAX                                   |
| 2003年 | 10月             | BPS バトルプログラマーシラセ                                     | AIC             | 林宏樹                    | 渡辺欽哉                                   |                                                    |
| 2003年 | 10月 - 12月      | 神魂合体ゴーダンナー!!                                           | AIC ASTA        | 長岡康史                  | 渡辺欽哉 黄樹弐悠                          | 共同制作：オー・エル・エム                         |
| 2003年 | 10月 - 2004年3月 | 幻影闘士バストフレモン                                           | AIC             | Jong-sik Nam Bong-il Park |                                            | 日本語吹替版制作、元請：同友アニメーション（韓国） |
| 2004年 | 1月 - 3月        | BURN-UP SCRAMBLE                                                 | AIC             | 林宏樹                    | 松嵜義之                                   |                                                    |
| 2004年 | 4月 - 6月        | 神魂合体ゴーダンナー!! SECOND SEASON                             | AIC ASTA        | 長岡康史                  | 渡辺欽哉 黄樹弐悠                          | 共同制作：オー・エル・エム                         |
| 2004年 | 7月 - 9月        | GIRLSブラボー first season                                       | AIC Spirits     | あおきえい                | 松崎義之                                   |                                                    |
| 2004年 | 10月 - 12月      | ToHeart Remember my memories                                     | AIC ASTA        | 元永慶太郎                | 渡辺欽哉 黄樹弐悠                          | 共同制作：オー・エル・エム                         |
| 2005年 | 1月 - 7月        | ああっ女神さまっ                                                 | AIC             | 合田浩章                  | 福家日左夫                                 |                                                    |
| 2005年 | 1月 - 4月        | GIRLSブラボー second season                                      | AIC Spirits     | あおきえい                | 松崎義之                                   |                                                    |
| 2005年 | 1月 - 3月        | まじかるカナン                                                   | AIC ASTA        | 阿部雅司                  | 渡辺欽哉                                   |                                                    |
| 2005年 | 7月 - 12月       | ガン×ソード                                                      | AIC ASTA        | 谷口悟朗                  | 黄樹弐悠 吉田昇央                          |                                                    |
| 2005年 | 10月 - 2006年3月 | SoltyRei                                                         | AIC             | 平池芳正                  | 福家日左夫                                 | 共同制作：GONZO                                    |
| 2006年 | 4月 - 7月        | TOKKO 特公                                                       | AIC Spirits     | 阿部雅司                  | 桜井宏 松嵜義之                            | 共同制作：グループ・タック                         |
| 2006年 | 4月 - 7月        | 砂沙美☆魔法少女クラブ                                            | AIC Spirits     | 高本宣弘                  | 松嵜義之                                   | シーズン1                                          |
| 2006年 | 10月 - 2007年1月 | 砂沙美☆魔法少女クラブ                                            | AIC Spirits     | 高本宣弘                  | 松嵜義之                                   | シーズン2                                          |
| 2006年 | 4月 - 9月        | 吉宗                                                             | AIC Spirits     | 佐藤博暉                  | 松嵜義之 長谷川康雄 吉田悟                 | 共同制作：銀画屋、ゴンジーノ                       |
| 2006年 | 4月 - 9月        | ああっ女神さまっ それぞれの翼                                    | AIC             | 合田浩章                  | 福家日左夫                                 |                                                    |
| 2006年 | 10月 - 2007年3月 | ときめきメモリアル Only Love                                     | AIC ASTA        | 高本宣弘                  | 吉田昇央                                   |                                                    |
| 2006年 | 10月 - 12月      | らぶドル 〜Lovely Idol〜                                         | AIC ASTA        | 元永慶太郎                | 河井敬介 先川幸矢                          | 共同制作：ティー・エヌ・ケー                       |
| 2006年 | 10月 - 2007年3月 | パンプキン・シザーズ                                             | AIC             | 秋山勝仁                  | 福家日左夫                                 | 共同制作：GONZO                                    |
| 2007年 | 1月 - 4月        | 東京魔人學園剣風帖 龍龍                                          | AIC Spirits     | 石平信司                  | 松嵜義之                                   | 共同制作：ビースタック                             |
| 2007年 | 7月 - 10月       | 東京魔人學園剣風帖 龍龍 第弐幕                                   | AIC Spirits     | 石平信司                  | 松嵜義之                                   | 共同制作：ビースタック                             |
| 2007年 | 4月 - 9月        | 瀬戸の花嫁                                                       | AIC             | 岸誠二                    | 福家日左夫 吉田悟                          | 共同制作：GONZO                                    |
| 2007年 | 10月 - 12月      | ご愁傷さま二ノ宮くん                                             | AIC Spirits     | 吉川浩司                  | 松嵜義之                                   |                                                    |
| 2007年 | 10月 - 2008年3月 | バンブーブレード -BAMBOO BLADE-                                  | AIC ASTA        | 斎藤久                    | 吉田昇央                                   |                                                    |
| 2007年 | 12月             | ああっ女神さまっ 闘う翼                                          | AIC             | 合田浩章                  | 福家日左夫                                 |                                                    |
| 2008年 | 1月 - 3月        | もえがく★5                                                       | AIC Spirits     | 高本宣弘                  | 吉田勝                                     |                                                    |
| 2008年 | 4月 - 9月        | S・A 〜スペシャル・エー〜                                        | AIC             | 宮尾佳和                  | 福家日左夫                                 | 共同制作：GONZO                                    |
| 2008年 | 10月 - 12月      | 喰霊-零-                                                         | AIC Spirits     | あおきえい                | 平松巨規 松嵜義之                          | 共同制作：アスリード                               |
| 2008年 | 10月 - 2009年3月 | 天体戦士サンレッド                                               | AIC ASTA        | 岸誠二                    | 黄樹弐悠                                   |                                                    |
| 2009年 | 1月 - 3月        | 明日のよいち!                                                    | AIC             | 久城りおん                | 先川幸矢 福家日左夫                        |                                                    |
| 2009年 | 1月 - 3月        | VIPER'S CREED                                                    | AIC Spirits     | 荒牧伸志（総） 神戸洋行   | 海老沼泰弘 渡辺欽哉                        |                                                    |
| 2009年 | 7月 - 9月        | GA 芸術科アートデザインクラス                                    | AIC PLUS+       | 桜井弘明                  | 先川幸矢                                   |                                                    |
| 2009年 | 10月 - 12月      | にゃんこい!                                                      | AIC             | 川口敬一郎                | 岡村繁久                                   |                                                    |
| 2009年 | 10月 - 12月      | ささめきこと                                                     | AIC             | 菅沼栄治                  | 松嵜義之 黄樹弐悠 知念明仁                 |                                                    |
| 2009年 | 10月 - 12月      | そらのおとしもの                                                 | AIC ASTA        | 斎藤久                    | 黄樹弐悠 青木武                            |                                                    |
| 2009年 | 10月 - 2010年3月 | 天体戦士サンレッド（第2期）                                      | AIC ASTA        | 岸誠二（総） 松本剛彦     | 黄樹弐悠                                   |                                                    |
| 2010年 | 1月 - 3月        | おおかみかくし                                                   | AIC             | 高本宣弘                  | 岡村繁久 先川幸矢                          |                                                    |
| 2010年 | 4月 - 6月        | 迷い猫オーバーラン!                                              | AIC             | [ 注 8 ]                  | 福家日左夫                                 |                                                    |
| 2010年 | 7月 - 9月        | 祝福のカンパネラ                                                 | AIC             | ウシロシンジ              | 櫻井崇 岡村繁久                            |                                                    |
| 2010年 | 7月 - 12月       | アマガミSS                                                       | AIC             | 平池芳正                  | 笠原直徒                                   |                                                    |
| 2010年 | 7月 - 9月        | ストライクウィッチーズ2                                          | AIC Spirits     | 高村和宏                  | 田村司                                     |                                                    |
| 2010年 | 7月 - 9月        | あそびにいくヨ!                                                  | AIC PLUS+       | 植田洋一                  | 先川幸矢                                   |                                                    |
| 2010年 | 10月 - 12月      | そらのおとしものf                                                | AIC ASTA        | 斎藤久                    | 黄樹弐悠 櫻井崇 岡村繁久                   |                                                    |
| 2010年 | 10月 - 12月      | 俺の妹がこんなに可愛いわけがない                                 | AIC Build       | 神戸洋行                  | 黄樹弐悠                                   |                                                    |
| 2011年 | 1月 - 3月        | 放浪息子                                                         | AIC Classic     | あおきえい                | 長野敏之                                   |                                                    |
| 2011年 | 7月 - 9月        | R-15                                                             | AIC             | 名和宗則                  | 長野敏之                                   |                                                    |
| 2011年 | 7月 - 9月        | 猫神やおよろず                                                   | AIC PLUS+       | 桜井弘明                  | 先川幸矢                                   |                                                    |
| 2011年 | 10月 - 12月      | マケン姫っ!                                                      | AIC Spirits     | 大畑晃一                  | 松嵜義之 長谷川康雄                        |                                                    |
| 2011年 | 10月 - 12月      | 僕は友達が少ない                                                 | AIC Build       | 斎藤久                    | 黄樹弐悠 笠原直徒                          |                                                    |
| 2011年 | 10月 - 2012年3月 | Persona4 the ANIMATION                                           | AIC ASTA        | 岸誠二                    | 櫻井崇                                     |                                                    |
| 2012年 | 1月 - 3月        | アマガミSS+ plus                                                 | AIC             | 小林智樹                  | 岡村繁久                                   |                                                    |
| 2012年 | 4月 - 6月        | あっちこっち                                                     | AIC             | 追崎史敏                  | 先川幸矢                                   |                                                    |
| 2012年 | 7月 - 9月        | 人類は衰退しました                                               | AIC ASTA        | 岸誠二                    | 櫻井崇                                     |                                                    |
| 2012年 | 7月 - 9月        | 恋と選挙とチョコレート                                           | AIC Build       | 喜多幡徹                  | 黄樹弐悠                                   |                                                    |
| 2012年 | 7月 - 11月       | マジでオタクなイングリッシュ!りぼんちゃん 〜英語で戦う魔法少女〜 | AICフロンティア | 仁昌寺義人                | 大原泰三                                   |                                                    |
| 2012年 | 10月 - 12月      | えびてん 公立海老栖川高校天悶部                                  | AIC Classic     | 岡本英樹                  | 黄樹弐悠                                   |                                                    |
| 2013年 | 1月 - 3月        | 生徒会の一存 Lv.2                                                | AIC             | 今泉賢一                  | 田村司                                     |                                                    |
| 2013年 | 1月 - 3月        | 僕は友達が少ないNEXT                                             | AIC Build       | 喜多幡徹                  | 黄樹弐悠 笠原直徒                          |                                                    |
| 2013年 | 1月 - 3月        | 琴浦さん                                                         | AIC Classic     | 太田雅彦                  | 岡村繁久                                   |                                                    |
| 2013年 | 4月 - 9月        | 宇宙戦艦ヤマト2199                                               | AIC             | 出渕裕（総） 榎本明広     | 下地志直                                   | 共同制作：XEBEC 先行上映版の第三章まで             |
| 2013年 | 4月 - 6月        | デート・ア・ライブ                                               | AIC PLUS+       | 元永慶太郎                | 黄樹弐悠 先川幸矢                          |                                                    |
| 2013年 | 5月12日          | 天使のどろっぷ                                                   | AICフロンティア | 伊藤浩二                  | 大原泰三                                   |                                                    |
| 2013年 | 7月 - 9月        | 幻影ヲ駆ケル太陽                                                 | AIC             | 草川啓造                  | 櫻井崇 笠原直徒                            |                                                    |
| 2013年 | 7月 - 9月        | マジでオタクなイングリッシュ!りぼんちゃん the TV                 | AICフロンティア | 仁昌寺義人                | 大原泰三                                   |                                                    |
| 2013年 | 9月 - 12月       | Super Seisyun Brothers -超青春姉弟s-                             | AIC PLUS+       | たかたまさひろ            | 先川幸矢                                   |                                                    |
| 2013年 | 12月 - 2014年3月 | プピポー!                                                        | AIC PLUS+       | 鈴木薫                    | 先川幸矢                                   |                                                    |
| 2014年 | 10月 - 12月      | 愛・天地無用!                                                    | AIC PLUS+       | ねぎしひろし              | 先川幸矢                                   |                                                    |

### 劇場アニメ
| 公開年 | タイトル                                                     | 制作スタジオ | 監督                    | アニメーション プロデューサー | 備考                           |
| ------ | ------------------------------------------------------------ | ------------ | ----------------------- | ----------------------------- | ------------------------------ |
| 1995年 | 돌아온 영웅 홍길동（邦題:帰ってきたヒーロー ホン・ギルドン） | AIC          | シン・ドンホン          | N/A                           | 日韓合作                       |
| 1996年 | 劇場版 天地無用! in LOVE                                     | AIC          | ねぎしひろし            | 森尻和明 井上博明             | アニメーション制作協力：ムーク |
| 1997年 | 劇場版 天地無用! 真夏のイヴ                                  | AIC          | 木村哲                  | 三浦亨 井上博明 森尻和明      | 制作協力：グループ・タック     |
| 1999年 | 劇場版 天地無用! in LOVE2 遙かなる想い                       | AIC          | ねぎしひろし            | 三浦亨 長谷川康雄 井上博明    | 制作協力：Zero G Room          |
| 2000年 | ああっ女神さまっ                                             | AIC          | 合田浩章                | N/A                           |                                |
| 2011年 | 劇場版 そらのおとしもの 時計じかけの哀女神                   | AIC ASTA     | 斎藤久（総） 柳沢テツヤ | 黄樹弐悠 岡村繁久             |                                |
| 2012年 | ストライクウィッチーズ 劇場版                                | AIC          | 高村和宏                | 田村司 沼田広                 |                                |
| 2013年 | AURA 〜魔竜院光牙最後の闘い〜                                | AIC ASTA     | 岸誠二                  | 櫻井崇                        |                                |
| 2013年 | PERSONA3 THE MOVIE #1 Spring of Birth                        | AIC ASTA     | 秋田谷典昭              | 櫻井崇                        |                                |

### OVA
| 発売年 | タイトル                                                       | 制作スタジオ  | 備考                                      |
| ------ | -------------------------------------------------------------- | ------------- | ----------------------------------------- |
| 1984年 | くりいむレモン                                                 | AIC           | -1987年、18禁、4作目以降                  |
| 1985年 | メガゾーン23                                                   | AIC           | -1989年、共同制作:アートミック            |
| 1985年 | 戦え!!イクサー1                                                | AIC           | -1987年                                   |
| 1986年 | Call Me トゥナイト                                             | AIC           |                                           |
| 1986年 | ウォナビーズ                                                   | AIC           | 共同制作:アートミック、アニメイトフィルム |
| 1986年 | コスモス・ピンクショック                                       | AIC           |                                           |
| 1987年 | 学園特捜ヒカルオン                                             | AIC           |                                           |
| 1987年 | 破邪大星ダンガイオー                                           | AIC           | -1989年                                   |
| 1987年 | 魔龍戦紀                                                       | AIC           | -1989年                                   |
| 1987年 | ブラックマジック M-66                                          | AIC           |                                           |
| 1987年 | 大魔獣激闘 鋼の鬼                                              | AIC           |                                           |
| 1987年 | バブルガムクライシス                                           | AIC           | -1991年、共同制作:アートミック            |
| 1987年 | パンツの穴 まんぼでGANBO!                                      | AIC           |                                           |
| 1988年 | 竜世紀                                                         | AIC           |                                           |
| 1988年 | 孔雀王 鬼還祭                                                  | AIC           |                                           |
| 1988年 | 吸血姫美夕                                                     | AIC           | -1989年                                   |
| 1988年 | 冥王計画ゼオライマー                                           | AIC           | -1990年                                   |
| 1988年 | ドラゴンズヘブン                                               | AIC           |                                           |
| 1988年 | メタルスキンパニック MADOX-01                                  | AIC           | 共同制作:アートミック                     |
| 1989年 | 極黒の翼バルキサス                                             | AIC           |                                           |
| 1989年 | BE-BOY KIDNAPP'N IDOL                                          | AIC           |                                           |
| 1989年 | エクスプローラーウーマン・レイ                                 | AIC           | 共同制作:アニメイトフィルム               |
| 1989年 | 聖獣機サイガード -CYBERNETICS・GUARDIAN-                       | AIC           |                                           |
| 1990年 | 冒険!イクサー3                                                 | AIC           | -1991年                                   |
| 1990年 | 緑野原迷宮                                                     | AIC           |                                           |
| 1990年 | SOL BIANCA                                                     | AIC           |                                           |
| 1990年 | THE八犬伝                                                      | AIC           | -1991年                                   |
| 1991年 | 孔雀王3 櫻花豊穣                                               | AIC           |                                           |
| 1991年 | BURN-UP                                                        | AIC           |                                           |
| 1991年 | 魔獣戦士ルナ・ヴァルガー                                       | AIC           |                                           |
| 1991年 | がんばれゴエモン 次元城の悪夢                                  | AIC           |                                           |
| 1991年 | DETONATORオーガン                                              | AIC           | -1992年                                   |
| 1991年 | ねこ・ねこ・幻想曲                                             | AIC           | 共同制作:アニメイトフィルム               |
| 1992年 | 天地無用! 魎皇鬼                                               | AIC           | -1993年、1994年-1995年                    |
| 1992年 | 超時空要塞マクロスII -LOVERS AGAIN-                            | AIC           | 共同制作:オニロ                           |
| 1992年 | 創世機士ガイアース                                             | AIC           |                                           |
| 1992年 | 三毛猫ホームズの幽霊城主                                       | AIC           |                                           |
| 1992年 | BASTARD!! -暗黒の破壊神-                                       | AIC           | -1993年                                   |
| 1992年 | グリーンレジェンド乱                                           | AIC           | -1993年                                   |
| 1992年 | 間の楔（第1期）                                                | AIC           | -1994年                                   |
| 1993年 | THE 八犬伝 〜新章〜                                            | AIC           | -1995年                                   |
| 1993年 | 機神兵団                                                       | AIC           |                                           |
| 1993年 | モルダイバー                                                   | AIC           |                                           |
| 1993年 | ああっ女神さまっ                                               | AIC           | -1994年                                   |
| 1994年 | マジカルトワイライト                                           | AIC           | 18禁                                      |
| 1994年 | ツインビー ウィンビーの1/8パニック                             | AIC           | 共同制作:童夢                             |
| 1994年 | ドラゴンピンク                                                 | AIC           | 18禁                                      |
| 1995年 | 戦ー少女イクセリオン                                           | AIC           |                                           |
| 1995年 | 精霊使い                                                       | AIC           |                                           |
| 1995年 | アミテージ・ザ・サード                                         | AIC           |                                           |
| 1995年 | エルフの若奥様                                                 | AIC           | 18禁                                      |
| 1995年 | 魔法少女プリティサミー                                         | AIC           | -1997年                                   |
| 1995年 | 神秘の世界エルハザード                                         | AIC           | -1996年                                   |
| 1996年 | タトゥーン★マスター                                            | AIC           |                                           |
| 1996年 | BURN-UP W                                                      | AIC           |                                           |
| 1996年 | Ninja者                                                        | AIC           |                                           |
| 1997年 | バトルアスリーテス大運動会                                     | AIC           | -1998年                                   |
| 1997年 | フォトン                                                       | AIC           | -1999年                                   |
| 1997年 | 闘神都市II                                                     | AIC           | 18禁                                      |
| 1998年 | 聖少女艦隊バージンフリート                                     | AIC           |                                           |
| 1998年 | 教科書にないッ!                                                | AIC           |                                           |
| 1998年 | 御先祖賛江                                                     | AIC           | -1999年、18禁                             |
| 1998年 | Space Ofera アッガ・ルター                                     | AIC           | -1999年、18禁                             |
| 1998年 | 世紀末リーダー外伝たけし!                                      | AIC           |                                           |
| 1999年 | 太陽の船 ソルビアンカ                                          | AIC           |                                           |
| 1999年 | 快刀乱麻 THE ANIMATION                                         | AIC           |                                           |
| 2000年 | 鬼点睛                                                         | AIC           | 18禁                                      |
| 2000年 | 創世聖紀デヴァダシー                                           | AIC           | -2001年                                   |
| 2000年 | 続・御先祖賛江                                                 | AIC           | -2001年、18禁                             |
| 2000年 | ヤーリマクイーン                                               | AIC           | 18禁                                      |
| 2002年 | 高校鉄拳伝タフ                                                 | AIC           |                                           |
| 2002年 | 殺し屋1 THE ANIMATION EPISODE.0                                | AIC           |                                           |
| 2003年 | PARASITE DOLLS                                                 | AIC           |                                           |
| 2003年 | 天地無用! 魎皇鬼（第三期）                                     | AIC           | -2005年                                   |
| 2004年 | 天罰エンジェルラビィ☆                                          | AIC Spirits   |                                           |
| 2007年 | サクラ大戦 ニューヨーク・紐育                                  | AIC           |                                           |
| 2007年 | Candy☆Boy                                                      | AIC           |                                           |
| 2008年 | クイズマジックアカデミー                                       | AIC           |                                           |
| 2008年 | 瀬戸の花嫁 OAV 仁                                              | AIC           | 共同制作:GONZO                            |
| 2009年 | 瀬戸の花嫁 OAV 義                                              | AIC           | 共同制作:GONZO                            |
| 2009年 | 貴方だけこんばんわ                                             | -2011年、18禁 |                                           |
| 2009年 | 異世界の聖機師物語                                             | AIC Spirits   |                                           |
| 2009年 | きグルみっく☆V3 -ベストエピソードコレクション-                 | AIC ASTA      |                                           |
| 2010年 | 瀬戸の花嫁 否苦炒亜怒羅魔 極道の妻 KEJIME                      | AIC           |                                           |
| 2010年 | 眼鏡なカノジョ                                                 | AIC宝塚       |                                           |
| 2010年 | GA 芸術科アートデザインクラス OVA                              | AIC PLUS+     |                                           |
| 2010年 | G-taste                                                        | AIC PLUS+     | 18禁                                      |
| 2011年 | ああっ女神さまっ いつも二人で                                  | AIC           |                                           |
| 2011年 | 祝福のカンパネラOVA                                            | AIC           |                                           |
| 2011年 | 合体ロボット アトランジャー                                    | AIC           |                                           |
| 2011年 | ナナとカオル                                                   | AIC PLUS+     |                                           |
| 2011年 | あそびにいくヨ! おーぶいえーであそびきにました!! OVAすぺしゃる | AIC PLUS+     |                                           |
| 2012年 | 間の楔（第2期）                                                | AIC           |                                           |
| 2012年 | 僕は友達が少ない あどおんでぃすく                              | AIC Build     |                                           |
| 2016年 | 天地無用! 魎皇鬼（第四期）                                     | AIC           | 共同制作:C2C                              |

### Webアニメ
| 配信年 | タイトル | 制作スタジオ |
| ------ | -------- | ------------ |
| 2001年 | 魔法遊戯 | AIC          |

### ゲーム
| 発売年 | タイトル                     | 備考                     |
| ------ | ---------------------------- | ------------------------ |
| 1994年 | 封神領域エルツヴァーユ       | オープニングムービー制作 |
| 1994年 | ポリスノーツ                 | アニメーション担当       |
| 1994年 | バステッド                   | ビジュアルシーン制作     |
| 1997年 | ラスト インペリアル プリンス | アニメーション担当       |
| 1998年 | プリンセスクエスト           | アニメーション担当       |

### 制作協力
| 年     | タイトル                                              | 制作スタジオ | 制作元請                                     | 備考                  |
| ------ | ----------------------------------------------------- | ------------ | -------------------------------------------- | --------------------- |
| 1982年 | 科学救助隊テクノボイジャー                            | AIC          | じんプロダクション                           | 制作協力              |
| 1984年 | ガラスの仮面（第1作）                                 | AIC          | エイケン                                     | 各話制作協力          |
| 1985年 | 超獣機神ダンクーガ                                    | AIC          | 葦プロダクション                             | 各話制作協力          |
| 1985年 | オーディーン 光子帆船スターライト                     | AIC          | ウエスト・ケープ・コーポレーション、東映動画 | 制作協力              |
| 1986年 | マシンロボ クロノスの大逆襲                           | AIC          | 葦プロダクション                             | -1987年、各話制作協力 |
| 1987年 | レリックアーマーLEGACIAM                              | AIC          | アトリエ戯雅                                 | 制作協力              |
| 1988年 | アップルシード                                        | AIC          | ガイナックス                                 | 制作協力              |
| 1988年 | 銀河英雄伝説                                          | AIC          | キティ・フィルム                             | -1989年、各話制作協力 |
| 1989年 | 小松左京アニメ劇場                                    | AIC          | GAINAX                                       | -1990年、制作協力     |
| 2002年 | おねがい☆ティーチャー                                 | AIC          | 童夢                                         | 各話制作協力          |
| 2002年 | サイボーグ009 THE CYBORG SOLDIER                      | AIC          | ジャパンヴィステック                         | 各話制作協力          |
| 2002年 | アベノ橋魔法☆商店街                                   | AIC          | マッドハウス、GAINAX                         | 各話制作協力          |
| 2002年 | G-onらいだーす                                        | AIC          | ティー・エヌ・ケー、シャフト                 | 各話制作協力          |
| 2003年 | LAST EXILE                                            | AIC          | GONZO                                        | 各話制作協力          |
| 2003年 | おねがい☆ツインズ                                     | AIC          | 童夢                                         | 各話制作協力          |
| 2004年 | モンキーターン                                        | AIC          | オー・エル・エム                             | 制作協力              |
| 2004年 | 最遊記RELOAD GUNLOCK                                  | AIC Spirits  | ぴえろ                                       | 各話制作協力          |
| 2004年 | リングにかけろ                                        | AIC Spirits  | 東映アニメーション                           | 各話制作協力          |
| 2005年 | Xenosaga THE ANIMATION                                | AIC          | 東映アニメーション                           | 各話制作協力          |
| 2005年 | バジリスク 〜甲賀忍法帖〜                             | AIC          | GONZO                                        | 各話制作協力          |
| 2005年 | SHUFFLE!                                              | AIC Spirits  | アスリード                                   | -2006年、各話制作協力 |
| 2006年 | 僕等がいた                                            | AIC Spirits  | アートランド                                 | 各話制作協力          |
| 2006年 | BLOOD+                                                | AIC ASTA     | Production I.G                               | 各話制作協力          |
| 2006年 | ガイキング LEGEND OF DAIKU-MARYU                      | AIC ASTA     | 東映アニメーション                           | 各話制作協力          |
| 2006年 | 獣王星                                                | AIC ASTA     | ボンズ                                       | 各話制作協力          |
| 2007年 | スカイガールズ                                        | AIC          | J.C.STAFF                                    | 各話制作協力          |
| 2007年 | 鋼鉄神ジーグ                                          | AIC ASTA     | アクタス                                     | 各話制作協力          |
| 2007年 | 天元突破グレンラガン                                  | AIC宝塚      | GAINAX                                       | 各話制作協力          |
| 2007年 | ヱヴァンゲリヲン新劇場版:序                           | AIC宝塚      | カラー                                       |                       |
| 2007年 | ケロロ軍曹                                            | AIC PLUS+    | サンライズ                                   | -2008年、各話制作協力 |
| 2007年 | ハヤテのごとく!                                       | AIC PLUS+    | SynergySP                                    | -2008年、各話制作協力 |
| 2008年 | To LOVEる -とらぶる-                                  | AIC Spirits  | XEBEC                                        | 各話制作協力          |
| 2008年 | Mnemosyne-ムネモシュネの娘たち-                       | AIC Spirits  | XEBEC                                        | 各話制作協力          |
| 2008年 | ストライクウィッチーズ                                | AIC Spirits  | GONZO                                        | 各話制作協力          |
| 2008年 | 鉄腕バーディー DECODE                                 | AIC Spirits  | A-1 Pictures                                 | 各話制作協力          |
| 2008年 | あかね色に染まる坂                                    | AIC ASTA     | ティー・エヌ・ケー                           | 各話制作協力          |
| 2008年 | デルトラクエスト                                      | AIC宝塚      | オー・エル・エム                             | 各話制作協力          |
| 2008年 | ヤッターマン                                          | AIC PLUS+    | タツノコプロ                                 | 各話制作協力          |
| 2008年 | 絶対可憐チルドレン                                    | AIC PLUS+    | SynergySP                                    | 各話制作協力          |
| 2008年 | デトロイト・メタル・シティ                            | AIC          | STUDIO 4℃                                    | 各話制作協力          |
| 2009年 | シャングリ・ラ                                        | AIC          | GONZO                                        | 各話制作協力          |
| 2009年 | キディ・ガーランド                                    | AIC Spirits  | サテライト                                   | 各話制作協力          |
| 2009年 | イナズマイレブン                                      | AIC宝塚      | オー・エル・エム                             | 各話制作協力          |
| 2011年 | 戦国乙女〜桃色パラドックス〜                          | AIC Spirits  | トムス・エンタテインメント                   | 各話制作協力          |
| 2011年 | 未来日記                                              | AIC Spirits  | アスリード                                   | 各話制作協力          |
| 2012年 | トータル・イクリプス                                  | AIC          | ixtl、サテライト                             | 各話制作協力          |
| 2013年 | ダンガンロンパ 希望の学園と絶望の高校生 The Animation | AIC          | ラルケ                                       | 各話制作協力          |
| 2013年 | ハイスクールD×D NEW                                   | AIC          | ティー・エヌ・ケー                           | 各話制作協力          |
| 2013年 | THE UNLIMITED 兵部京介                                | AIC ASTA     | マングローブ                                 | 各話制作協力          |
| 2013年 | WHITE ALBUM2                                          | AIC ASTA     | サテライト                                   | 各話制作協力          |
| 2014年 | 咲-Saki- 全国編                                       | AIC          | Studio五組                                   | 各話制作協力          |
| 2014年 | ノブナガ・ザ・フール                                  | AIC          | サテライト                                   | 各話制作協力          |
| 2014年 | いなり、こんこん、恋いろは。                          | AIC          | プロダクションアイムズ                       | 各話制作協力          |
| 2014年 | 健全ロボ ダイミダラー                                 | AIC          | ティー・エヌ・ケー                           | 各話制作協力          |
| 2014年 | アルドノア・ゼロ                                      | AIC          | A-1 Pictures、TROYCA                         | 各話制作協力          |
| 2014年 | 戦国BASARA Judge End                                  | AIC          | テレコム・アニメーションフィルム             | 各話制作協力          |
| 2014年 | 白銀の意思 アルジェヴォルン                           | AIC          | XEBEC                                        | 各話制作協力          |
| 2014年 | 俺、ツインテールになります。                          | AIC          | プロダクションアイムズ                       | 各話制作協力          |
| 2014年 | 結城友奈は勇者である                                  | AIC          | Studio五組                                   | 各話制作協力          |
| 2014年 | 宇宙戦艦ヤマト2199 星巡る方舟                         | AIC          | XEBEC                                        | 制作協力              |
| 2014年 | ピンポン THE ANIMATION                                | AIC PLUS+    | タツノコプロ                                 | 各話制作協力          |
| 2014年 | PSYCHO-PASS サイコパス 2                              | AIC PLUS+    | タツノコプロ                                 | 各話制作協力          |
| 2014年 | ぷちます!! -プチプチ・アイドルマスター-               | AIC PLUS+    | ギャザリング                                 | 各話制作協力          |
| 2015年 | トリアージX                                           | AIC          | XEBEC                                        | 各話制作協力          |
| 2015年 | To LOVEる -とらぶる- ダークネス 2nd                   | AIC          | XEBEC                                        | 各話制作協力          |
| 2015年 | ルパン三世                                            | AIC          | テレコム・アニメーションフィルム             | 各話制作協力          |
| 2015年 | アルドノア・ゼロ                                      | AIC PLUS+    | A-1 Pictures、TROYCA                         | 各話制作協力          |

### その他
| 年     | タイトル                | 備考                        |
| ------ | ----------------------- | --------------------------- |
| 1997年 | BURN-UP EXCESS          | 製作、制作元請:マジックバス |
| 2012年 | 魔法使いなら味噌を喰え! | プロモーションビデオ        |

## 関連人物

### アニメーター・演出家
- 平野俊弘
- 垣野内成美
- 富本起矢
- 梶島正樹
- 北爪宏幸
- 大張正己
- 秋山勝仁
- 林宏樹
- 合田浩章
- 谷口悟朗
- 牧野竜一
- あおきえい（現：トロイカ取締役）
- 斎藤久
- 岸誠二
- 堀内博之
- うるし原智志
- 野中卓也（現：ufotable所属）
- 横田拓己
- 田口智久
- 安田周平（現：オー・エル・エム所属[19]）

### 制作
- 三浦亨（2・4代目代表取締役）
- 野村和史（初代代表取締役）
- 大村安孝（3代目代表取締役）
- 渡辺欽哉
- 長谷川康雄（現：銀画屋）
- 生田目聡（現：Acca effe代表）
- 福家日左夫（現：スノードロップ代表取締役）
- 松嵜義之
- 青木武（現：JFK所属）
- 淡野直人（現：JFK代表）
- 長野敏之（現：トロイカ代表取締役社長）
- 笠原直徒（現：トロイカ所属）
- 岡村繁久（現：トロイカ所属）
- 田村司
- 櫻井崇（現：颱風グラフィックス代表取締役）
- 吉田昇央（現：BLADE代表取締役社長）
- 先川幸矢（現：ゼロジー代表取締役）
- 宮城夢乃（現：ゼロジー所属）
- 大原泰三（現：フロンティアワン代表取締役）
- 辻俊一（現：A-1 Pictures→CloverWorks所属[20]）

## 同社スタッフ・OBが独立・起業した会社

### 現存
- 銀画屋 - プロデューサーを務めた長谷川康雄が設立。
- Acca effe - プロデューサーを務めた生田目聡が2009年に設立。
- スノードロップ - プロデューサーを務めた福家日左夫と元AIC宝塚所属スタッフが2011年に設立。
- トロイカ - プロデューサーの長野敏之、演出のあおきえい、撮影監督の加藤友宜や津田涼介と元AIC Classic所属スタッフが2013年に設立。
- 颱風グラフィックス - 編集の櫻井崇と茶圓一郎が2014年に設立。
- フロンティアワン - プロデューサーを務めた大原泰三が2016年に設立。
- JFK (Quad) - プロデューサーの黄樹弐悠と淡野直人がプロダクションアイムズを経て2018年に設立。

### 閉業
- アナザープッシュピンプランニング - 演出を務めた野村和史が1984年に設立。2021年に解散。
- プロダクションアイムズ - プロデューサーの松嵜義之、青木武、淡野直人と元AIC Spirits所属スタッフが2013年に設立。2018年に破産。
- ウィルパレット - プロデューサーの笠原直徒、アニメーターの合田浩章が設立。2018年に解散。